# Giro del Belgio 2011
Il Giro del Belgio 2011, ottantunesima edizione della corsa e valida come evento UCI Europe Tour 2011 categoria 2.HC, si svolse in quattro tappe precedute da un cronoprologo iniziale dal 25 al 29 maggio 2011, per un percorso totale di 727,3 km. Fu vinto dal belga Philippe Gilbert che terminò la corsa con il tempo totale di 16 ore, 48 minuti e 46 secondi, alla media di 42,28 km/h.
Partenza a Buggenhout con 160 ciclisti, dei quali 137 portarono a termine il giro a Putte.

## Tappe
| Tappa  | Data      | Percorso                     | km    | Vincitore di tappa | Leader cl. generale |
| ------ | --------- | ---------------------------- | ----- | ------------------ | ------------------- |
| Prol.  | 25 maggio | Buggenhout (cron. inviduale) | 5,6   | Lieuwe Westra      | Lieuwe Westra       |
| 1ª     | 26 maggio | Lochristi > Knokke-Heist     | 162,5 | André Greipel      | André Greipel       |
| 2ª     | 27 maggio | Knokke-Heist > Ypres         | 187,8 | Aidis Kruopis      | Philippe Gilbert    |
| 3ª     | 28 maggio | Bertem > Eupen               | 202   | Philippe Gilbert   | Philippe Gilbert    |
| 4ª     | 29 maggio | Oreye > Putte                | 169,4 | André Greipel      | Philippe Gilbert    |
| Totale | Totale    | Totale                       | 727,3 |                    |                     |

## Squadre e corridori partecipanti
| N.      | Cod. | Squadra                      |
| ------- | ---- | ---------------------------- |
| 1-9     | VCD  | Vacansoleil-DCM              |
| 11-19   | OLO  | Omega Pharma-Lotto           |
| 21-29   | QST  | Quickstep Cycling Team       |
| 31-37   | RAB  | Rabobank Cycling Team        |
| 41-48   | BMC  | BMC Racing Team              |
| 51-60   | KAT  | Katusha Team                 |
| 61-70   | AST  | Pro Team Astana              |
| 71-78   | TSV  | Topsport Vlaanderen-Mercator |
| 81-89   | LAN  | Landbouwkrediet              |
| 91-98   | SAU  | Saur-Sojasun                 |
| 101-108 | COF  | Cofidis                      |

| N.      | Cod. | Squadra                            |
| ------- | ---- | ---------------------------------- |
| 111-117 | ASA  | Acqua & Sapone                     |
| 121-128 | SKS  | Skil-Shimano                       |
| 131-138 | VWA  | Verandas Willems-Accent            |
| 141-150 | QCT  | Donckers Koffie-Jelly Belly        |
| 151-158 | FID  | Telenet-Fidea                      |
| 161-168 | BKP  | BKCP-Powerplus                     |
| 171-180 | SKT  | An Post-Sean Kelly Team            |
| 182-188 | SUN  | Sunweb-Revor                       |
| 191-200 | WBC  | Wallonie Bruxelles-Crédit Agricole |
| 202-208 | JVB  | Jong Vlaanderen-Bauknecht          |

## Dettagli delle tappe

### Prologo
- 25 maggio: Buggenhout – Cronometro inviduale – 5,6 km

Risultati
| Pos. | Corridore        | Squadra      | Tempo |
| ---- | ---------------- | ------------ | ----- |
| 1    | Lieuwe Westra    | Vacansoleil  | 6'36" |
| 2    | Philippe Gilbert | Omega Pharma | a 1"  |
| 3    | Dominique Cornu  | Topsport Vl. | a 2"  |

| Pos. | Corridore        | Squadra      | Tempo |
| ---- | ---------------- | ------------ | ----- |
| 1    | Lieuwe Westra    | Vacansoleil  | 6'36" |
| 2    | Philippe Gilbert | Omega Pharma | a 1"  |
| 3    | Dominique Cornu  | Topsport Vl. | a 1"  |

### 1ª tappa
- 26 maggio: Lochristi > Knokke-Heist – 162,5 km

Risultati
| Pos. | Corridore        | Squadra      | Tempo    |
| ---- | ---------------- | ------------ | -------- |
| 1    | André Greipel    | Omega Pharma | 3h38'14" |
| 2    | Kenny van Hummel | Skil-Shimano | s.t.     |
| 3    | Maxime Vantomme  | Katusha      | s.t.     |

| Pos. | Corridore        | Squadra      | Tempo    |
| ---- | ---------------- | ------------ | -------- |
| 1    | André Greipel    | OmegaPharma  | 3h44'49" |
| 2    | Philippe Gilbert | OmegaPharma  | a 2"     |
| 3    | Dominique Cornu  | Topsport Vl. | a 3"     |

### 2ª tappa
- 27 maggio: Knokke-Heist > Ypres – 187,8 km

Risultati
| Pos. | Corridore       | Squadra         | Tempo    |
| ---- | --------------- | --------------- | -------- |
| 1    | Aidis Kruopis   | Landbouwkrediet | 4h21'41" |
| 2    | Stefan van Dijk | Verandas Wil.   | s.t.     |
| 3    | Pim Ligthart    | Vacansoleil     | s.t.     |

| Pos. | Corridore        | Squadra       | Tempo    |
| ---- | ---------------- | ------------- | -------- |
| 1    | Philippe Gilbert | OmegaPharma   | 8h06'29" |
| 2    | André Greipel    | OmegaPharma   | a 1"     |
| 3    | Tomas Vaitkus    | Topsport Vla. | a 4"     |

### 3ª tappa
- 28 maggio: Bertem > Eupen – 202 km

Risultati
| Pos. | Corridore         | Squadra      | Tempo    |
| ---- | ----------------- | ------------ | -------- |
| 1    | Philippe Gilbert  | Omega Pharma | 4h50'47" |
| 2    | Greg Van Avermaet | BMC          | s.t.     |
| 3    | Björn Leukemans   | Vacansoleil  | s.t.     |

| Pos. | Corridore         | Squadra      | Tempo     |
| ---- | ----------------- | ------------ | --------- |
| 1    | Philippe Gilbert  | Omega Pharma | 12h57'04" |
| 2    | Greg Van Avermaet | BMC          | a 19"     |
| 3    | Björn Leukemans   | Vacansoleil  | a 35"     |

### 4ª tappa
- 29 maggio: Oreye > Putte – 169,4 km

Risultati
| Pos. | Corridore     | Squadra         | Tempo    |
| ---- | ------------- | --------------- | -------- |
| 1    | André Greipel | Omega Pharma    | 3h51'43" |
| 2    | Aidis Kruopis | Landbouwkrediet | s.t.     |
| 3    | Luca Paolini  | Katusha         | s.t.     |

| Pos. | Corridore         | Squadra      | Tempo     |
| ---- | ----------------- | ------------ | --------- |
| 1    | Philippe Gilbert  | Omega Pharma | 16h48'46" |
| 2    | Greg Van Avermaet | BMC          | a 20"     |
| 3    | Björn Leukemans   | Vacansoleil  | a 36"     |

## Evoluzione delle classifiche
| Tappa              | Vincitore          | Classifica generale Maglia nera | Classifica a punti Maglia gialla | Classifica sprint Maglia rossa | Classifica giovani Maglia bianca | Classifica a squadre   |
| ------------------ | ------------------ | ------------------------------- | -------------------------------- | ------------------------------ | -------------------------------- | ---------------------- |
| Prol.              | Lieuwe Westra      | Lieuwe Westra                   | Lieuwe Westra                    | Graeme Brown                   | Jens Debusschere                 | Omega Pharma-Lotto     |
| 1ª                 | André Greipel      | André Greipel                   | André Greipel                    | Graeme Brown                   | Jens Keukeleire                  | Omega Pharma-Lotto     |
| 2ª                 | Aidis Kruopis      | Philippe Gilbert                | Tom Boonen                       | Niko Eeckhout                  | Pim Ligthart                     | Quickstep Cycling Team |
| 3ª                 | Philippe Gilbert   | Philippe Gilbert                | Philippe Gilbert                 | Michael Schär                  | Pim Ligthart                     | Vacansoleil-DCM        |
| 4ª                 | André Greipel      | Philippe Gilbert                | André Greipel                    | Marcus Burghardt               | Pim Ligthart                     | Vacansoleil-DCM        |
| Classifiche finali | Classifiche finali | Philippe Gilbert                | André Greipel                    | Marcus Burghardt               | Pim Ligthart                     | Vacansoleil-DCM        |

## Classifiche finali

### Classifica generale
| Pos. | Corridore         | Squadra         | Tempo     |
| ---- | ----------------- | --------------- | --------- |
| 1    | Philippe Gilbert  | Omega Pharma    | 16h48'46" |
| 2    | Greg Van Avermaet | BMC             | a 20"     |
| 3    | Björn Leukemans   | Vacansoleil     | a 36"     |
| 4    | Bert De Waele     | Landbouwkrediet | a 1'03"   |
| 5    | Pim Ligthart      | Vacansoleil     | a 1'16"   |
| 6    | Niki Terpstra     | Quickstep       | a 1'19"   |
| 7    | Maarten Wynants   | Rabobank        | a 1'21"   |
| 8    | Joost van Leijen  | Vacansoleil     | a 1'29"   |
| 9    | Jens Keukeleire   | Cofidis         | a 3'12"   |
| 10   | Maxime Vantomme   | Katusha         | a 3'26"   |

### Classifica a punti
| Pos. | Corridore        | Squadra         | Punti |
| ---- | ---------------- | --------------- | ----- |
| 1    | André Greipel    | Omega Pharma    | 71    |
| 2    | Philippe Gilbert | Omega Pharma    | 71    |
| 3    | Aidis Kruopis    | Landbouwkrediet | 65    |
| 4    | Pim Ligthart     | Vacansoleil     | 55    |
| 5    | Allan Davis      | Astana          | 49    |

### Classifica sprint
| Pos. | Corridore         | Squadra      | Punti |
| ---- | ----------------- | ------------ | ----- |
| 1    | Marcus Burghardt  | BMC          | 24    |
| 2    | Michael Schär     | BMC          | 21    |
| 3    | Graeme Brown      | Rabobank     | 16    |
| 4    | Philippe Gilbert  | Omega Pharma | 16    |
| 5    | Greg Van Avermaet | BMC          | 16    |

### Classifica giovani
| Pos. | Corridore            | Squadra      | Punti     |
| ---- | -------------------- | ------------ | --------- |
| 1    | Pim Ligthart         | Vacansoleil  | 16h50'02" |
| 2    | Jens Keukeleire      | Cofidis      | a 1'56"   |
| 3    | Maxime Vantomme      | Katusha      | a 2'10"   |
| 4    | Michael Schär        | BMC          | a 2'27"   |
| 5    | Pieter Vanspeybrouck | Topsport Vl. | a 2'51"   |

### Classifica a squadre
| Pos. | Squadra                          | Tempo     |
| ---- | -------------------------------- | --------- |
| 1    | Vacansoleil-DCM Pro Cycling Team | 50h29'14" |
| 2    | Pro Team Astana                  | a 3'01"   |
| 3    | Katusha Team                     | a 4'59"   |
| 4    | Saur-Sojasun                     | a 5'45"   |
| 5    | Topsport Vlaanderen-Mercator     | a 4'44"   |